# Don Pardo
Dominick George "Don" Pardo, född 22 februari 1918 i Westfield i Massachusetts, död 18 augusti 2014 i Tucson i Arizona, var en amerikansk TV- och radiopresentatör. Han var främst känd för sitt samarbete med Saturday Night Live där han var presentatör från starten 1975 till sin död 2014, med undantag för säsongen 1981–1982.
Pardo inledde sin karriär på radio. Den största delen av sitt liv arbetade han för NBC där han bland annat var presentatör för TV-program Jeopardy! och The Price Is Right. Under andra världskriget arbetade han som journalist för kanalen. 
2010 valdes han in i Television Hall of Fame.